# Erro (Spagna)
Erro (in basco Erroibar) è un comune spagnolo di 775 abitanti situato nella comunità autonoma della Navarra.
La sua capitale è Linzoáin.